# نگهدار خم‌کننده دست
نگهدار خم‌کننده دست یا فلکسور رتیناکولوم دست (انگلیسی: Flexor retinaculum of the hand) نوار فیبروزی در سمت کف دست (پالمار) در نزدیکی مچ است. نگهدار خم‌کننده دست روی استخوان‌های مچ دست قوس می‌زند و آنها را پوشانده و دالان مچ دست (تونل کارپال) را تشکیل می‌دهد.
نگهدار خم‌کننده دست در طرف داخل به استخوان نخودی (پیزیفورم) و قلاب استخوان چنگکی (همیت)، اتصال دارد و در طرف خارج به دو لایه سطحی و عمقی تقسیم شده که لایه عمقی از زیر زردپی ماهیچه خم‌کننده مچ به زند زبرین (فلکسور کارپی رادیالیس) عبور کرده و به لبه استخوان چهارپهلو (تراپزیوم) می‌چسبد. در این ناحیه، تونل کارپال را داریم که از درون آن زردپی‌های تاکننده انگشتان و عصب میانی (مدین) عبور می‌کنند.